# Plegafulles gorjagroc
El plegafulles gorjagroc (Automolus ochrolaemus) és una espècie d'ocell de la família dels furnàrids (Furnariidae).

## Hàbitat i distribució
Habita el sotabosc de la selva humida, matolls i bambús, a Mèxic, Amèrica Central, Colòmbia, sud de Veneçuela, Guaiana, nord-oest i est de l'Equador, centre i est del Perú, nord i est de Bolívia i Brasil amazònic.